# Nagy Károly (alszolgabíró)
Hottói Nagy Károly (Andráshida, 1816. március 28. – Andráshida, 1911. január 8.), zalaegerszegi alszolgabíró, ügyvéd, országgyűlési írnok, földbirtokos.

## Élete
A tekintélyes római katolikus nemesi származású hottói Nagy család sarja. Apja  hottói Nagy Antal (1785-1852), táblabíró, földbirtokos és farkaspatyi Farkas Mária Anna (1791-1855). Az apai nagyszülei hottói Nagy János és Szigethy Erzsébet voltak. Az anyai nagyszülei farkaspatyi Farkas György (1741-1801), táblabíró, földbirtokos, és zétényi Csukás Terézia (1752-1819) voltak. Farkaspatyi Farkas György nagyszülei farkaspatyi Farkas Gábor (fl. 1712–1715), kálócfapusztai földbirtokos és a Sidy családból való sidi Sidy Mária (fl. 1712–1715) voltak; az utóbbi sidi Sidy Mihály (†1711) egervári vicekapitány, zalamegyei külön kiküldött követ a szécsényi országgyűlésen, földbirtokos és a szenterzsébeti Terjék családból való szenterzsébeti Terjék Mária lánya volt. Nagy József leánytestvérei: hottói Nagy Johanna (1818-1902), akinek a férje zokoli és illyefalvi Csutor Imre (1813–1891) Zala vármegye alispánja, földbirtokos, hottói Nagy Etelka (1834–1915), akinek a férje csáfordi Csillagh Gyula (1829–1904), főhadnagy, vármegye bizottsági tag, földbirtokos, hottói Nagy Magdolna (1813–1899), akinek a férje miskei és monostori Thassy Mihály (1804–1898), földbirtokos, valamint hottói Nagy Klementina (1821–1887), akinek a férje boncódföldi Lukács Károly (1819–1885), honvédőrnagy, főhadnagy, és a zalamegyei honvédegylet másod elnöke, földbirtokos. Fivére: hottói Nagy József (1827–1883), Zala vármegye főügyésze, főszolgabíró, 1848-as honvéd főhadnagy, földbirtokos.
Az alap tanulmányai befejezése után jogot végzett. 1839 és 1840-ben országgyűlési írnokként tevékenykedett. 1841. augusztus 2-étől 1849. október 31-éig a zalaegerszegi járás alszolgabírója volt. A szabadságharc bukása után ügyvédként tevékenykedett, illetve a földbirtokán gazdálkodott.

## Házasságai és leszármazottjai
1852. július 3-án Andráshidán feleségül vette a nemesi származású nemesvitai Viosz családból való nemesvitai Viosz Ilona (Andráshida, 1830. szeptember 30.–Andráshida, 1860. november 2.) kisasszonyt, akinek a szülei nemesvitai Viosz Imre (1787 –†? 1850. után, 1856. előtt) táblabíró, földbirtokos, és a miskei és monostori Thassy családból való miskei és monostori Thassy Mária (1797–1873) voltak. Az apai nagyszülei nemesvitai Viosz József (1733–1803), táblabíró, szántói járás alszolgabírája, földbirtokos, és a Sidy családból való sidi Sidy Katalin (1749–1796) voltak. Az anyai nagyszülei miskei és monostori Thassy Mihály (1767–1804), táblabíró, zalalövői földbirtokos, és csengeri Háczky Anna (1776–1871) voltak. Nagy Károly és Viosz Ilona frigyéből született:
- hottói Nagy István Géza (Zalaegerszeg, 1853. december 1.)
- hottói Nagy János Antal (Zalaegerszeg, 1855. július 3.)
- hottói Nagy László Jenő Zakariás (Andráshida, 1859. szeptember 6.–†Andráshida, 1915. augusztus 2.), ügyvéd, földbirtokos.[9] 1.f.: névedi Botka Róza (Zalaújfalu, 1864. október 10.–Bagod, 1900. március 7.). 2.f.: kiszellői és nemesvarböki Csesznak Elza.

1868. október 28-án Bagodon feleségül vette az előkelő nemesi származású szentgyörgyi Horváth családból való szentgyörgyi Horváth Karolina (Gógánfa, 1829. április 10.–Zalaboldogfa, 1884. október 15.) kisasszonyt, akinek a szülei szentgyörgyi Horváth György (1806–1860), ügyvéd, táblabíró, letenyei uradalmi ügyész, földbirtokos és szladeoviczi Szladovics Magdolna (1809–1859) voltak. Az anyai nagyszülei szladeoviczi Szladovits József (1773–1829), táblabíró, cs. és kir. kapitány, nagykanizsai uradalmi ügyész, földbirtokos, és a tekintélyes zalai nemesi boldogfai Farkas családból való boldogfai Farkas Marianna (1783–1819) voltak. Az anyai nagyanyai dédszülei boldogfai Farkas János (1741-1788), Zala vármegye Ítélőszék elnöke ("Inclyti Sedis Iudiciaria Comitatus Szaladiensis Praeses"), a vármegye főjegyzője, ügyvéd, földbirtokos, valamint lovászi és szentmargitai Sümeghy Judit (1754-1820) voltak. Nagy Károly és Horváth Karolina frigyéből nem származott gyermek.